# 卡尔·海因里希·贝克尔
卡尔·海因里希·贝克尔（1876年4月12日—1933年2月10日）是一位德国东方学家和政治家，是当代中东研究的创始人之一，也是魏瑪共和國高等教育体系的改革者。